# Marcel Moyse
Marcel Moyse (St. Amour, Francia; 17 de mayo de 1889-Brattleboro, Vermont, Estados Unidos; 1 de noviembre de 1984) fue un  flautista francés para el que se escribieron muchas piezas (por ejemplo, el Concierto de Jacques Ibert en 1934). También fue un talentoso profesor de flauta y autor de numerosos estudios y ejercicios de flauta.
Estudió en el Conservatorio de París y fue alumno de Philippe Gaubert, Adolphe Hennebains y Paul Taffanel, los cuales eran distinguidos virtuosos en su tiempo. Su característico tono era limpio, flexible y penetrante. Este era el estilo francés de flauta que iba a influenciar en el criterio moderno de los flautistas de todo el mundo.
Marcel Moyse fue el fundador de la Academia de Música y Festival Marlboro. Era un inspirado profesor que se esforzaba en enseñar a sus alumnos a cómo no tocar la flauta pero hacer música. A menudo actuaba junto a su hijo Louis Moyse (1912-2007). Algunos de sus alumnos fueron Trevor Wye, William Bennett, Sir James Galway, Lars Nilsson y Jean-Claude Gérard.
Marcel Moyse falleció a los 95 años de edad.
Entre sus muchos estudios que escribió, destaca El Desarrollo del Tono a través de la Interpretación publicado por McGinnis & Marx.

## Publicaciones
- 1921
  - Études et Exercices Techniques
- 1922
  - Exercices Journaliers
- 1927
  - 24 Études de Virtuosity Czerny
  - Mécanisme Chromatisme pour Flute : Leduc
  - École de l'articulation : Leduc
- 1928
  - 25 Études Mélodiques (Var)
  - Chopin : 12 Études de Grand Virtuosity : Leduc
  - 20 Études d'après Kreutzer
  - 100 Études faciles et progressives d'après Cramer : Vol 1
  - 100 Études faciles et progressives d'après Cramer : Vol 2
  - 24 Petites Études Mélodiques (Var)
- 1934
  - De la Sonorité
- Otros
  - 25 Études Journaliers (Op-53) Soussman
  - Gammes et Arpèges : Leduc
  - Le Débutant Flutiste (1935)
  - 24 Caprices-Études : Boehm Op. 26 (1938)
  - Tone Development Through Interpretation
  - 20 Exercices et Études sur les Grandes Liaisons

## Grabaciones
Las Obras Completas del Gran Flautista - una caja de cinco CD de grabaciones restauradas y remasterizadas, incluyendo sus estudios y los de Andersen, solos de flauta y música de cámara.

## Archives
- Los Documentos de Marcel Moyse Archivado el 24 de septiembre de 2020 en Wayback Machine. están alojados en la División de Música de la Biblioteca Pública de Nueva York para las Artes escénicas en Nueva York. La colección incluye: fotografías inéditas; cartas a Moyse de músicos conocidos como Gaubert, Ibert y Rampal; manuscritos de libros de estudio no publicados; audio y cintas de vídeo de lecciones y clases magistrales.